# Reprezentacja Republiki Środkowoafrykańskiej w piłce nożnej mężczyzn
Reprezentacja Republiki Środkowoafrykańskiej w piłce nożnej jest narodową drużyną Republiki Środkowoafrykańskiej i jest kontrolowana przez Środkowoafrykańską Federację Piłki Nożnej (Fédération Centrafricaine de Football). Federacja została założona w 1961, od 1963 jest członkiem FIFA, od 1965 członkiem CAF. Jest to jedna z najsłabszych drużyn afrykańskich. Nigdy nie awansowała do finałów Mistrzostw Świata ani Pucharu Narodów Afryki. Trenerem reprezentacji jest Raoul Savoy. Przydomek reprezentacji to Jelenie Dolnej Ubangi.

## Udział wMistrzostwach Świata
- 1930 – 1958 – Nie brała udziału (była kolonią francuską)
- 1962 – 1974 – Nie brała udziału
- 1978 – Wycofała się z eliminacji
- 1982 – Dyskwalifikacja[2]
- 1986 – 1998 – Nie brała udziału
- 2002 – Nie zakwalifikowała się
- 2006 – 2010 – Wycofała się z eliminacji
- 2014 – 2022 – Nie zakwalifikowała się

## Udział wPucharze Narodów Afryki
- 1957 – 1959 – Nie brała udziału (była kolonią francuską)
- 1962 – 1972 – Nie brała udziału
- 1974 – Dyskwalifikacja
- 1976 – Wycofała się z eliminacji
- 1978 – 1986 – Nie brała udziału
- 1988 – Nie zakwalifikowała się
- 1990 – 1994 – Nie brała udziału
- 1996 – Wycofała się z eliminacji
- 1998 – Dyskwalifikacja[3]
- 2000 – Wycofała się z eliminacji
- 2002 – 2004 – Nie zakwalifikowała się
- 2006 – Wycofała się z eliminacji
- 2008 – Nie brała udziału
- 2010 – Wycofała się z eliminacji
- 2012 – 2023 – Nie zakwalifikowała się